# Mind Is the Magic
A Mind Is the Magic: Anthem for the Las Vegas Show Siegfried & Roy válogatásalbuma, ami 2009. július 10-én jelent meg a német ZYX Music lemezkiadónál Európában, és szerepel rajta egy azonos című Michael Jackson-szám.

## Dallista
| #   | Cím                                         | Szerző(k)                    | Hossz |
| --- | ------------------------------------------- | ---------------------------- | ----- |
| 1.  | Mind Is the Magic (előadó: Michael Jackson) | Michael Jackson, Bryan Loren | 6:36  |
| 2.  | Magical                                     |                              | 4:09  |
| 3.  | Kiato                                       |                              | 3:12  |
| 4.  | The Power of the Magic                      |                              | 4:45  |
| 5.  | The Secret Gallery                          |                              | 3:31  |
| 6.  | Saltimbanco                                 |                              | 4:02  |
| 7.  | Sarmoti                                     |                              | 5:22  |
| 8.  | Magicians of the Century                    |                              | 3:45  |
| 9.  | Vision                                      |                              | 3:28  |
| 10. | Magic                                       |                              | 2:55  |
| 11. | The Theatre Trailer                         |                              | 0:19  |

## Kislemez
Az album címadó dala 2010. február 26-án megjelent Európában kislemezen. A dal április 3-án a 80. helyet érte el a francia slágerlistán. A dalt Jackson és Bryan Loren még 1989-ben írta Siegfried & Roy Beyond Belief Show-jára, amire Las Vegasban került sor. Michael megengedte nekik, hogy megjelentessék a dalt az 1995-ben Németországban megjelent Dreams & Illusions albumon.

### Dallista
CD maxi kislemez (Németország)
1. Mind Is the Magic (The Original Version of The Siegfried & Roy Show) – 6:14
2. Mind Is the Magic (The Original Remix Version) – 3:30
3. Mind Is the Magic (Falko Niestolik Remix) – 7:19
4. Mind Is the Magic (Falko Niestolik Radio Edit) – 3:56